# Rolf Thorsen
Rolf Bernt Thorsen (n. 22 februarie 1961, Zürich, cantonul Zürich, Elveția) este un fost canotor norvegian, el a fost campion mondial și a obținut două medalii de argint la Jocurile Olimpice.

## Cariera sportivă
Thorsen câștigă prima medalie de bronz la dublu cu Alf Hansen, la campionatele mondiale de canotaj din 1981. În anul 1982 câștigă ambii medalia de aur, iar în anul 1983 vor câștiga argint. La jocurile olimpice din 1984 nu reușesc să ajungă în finală. În 1987 Thorsen în cadrul campionatului mondial câștigă medalia de argint la proba de canotaj cu patru vâsle, repetând realizarea în 1988. În anul 1989 Lars Bjønness și Rolf Thorsen, câștigă titlul de campioni la vâsle dublu, aceași echipă câștigă argint la jocurile olimpice din 1992. Următoarea medalie de argint o câștigă lla jocurile olimpice din 1993, iar a treia medalie de aur de la campionatele mondiale. Thorsen o va câștiga la dublu în anul 1994, împreună cu Bjønness.

## Palmares
Jocurile Olimpice
- 1988:  Argint dublu vâsle
- 1992:  Argint dublu vâsle

Campionatul Mondial
- 1981:  Bronz dublu vâsle
- 1982:  Aur dublu vâsle
- 1983:  Argint dublu vâsle
- 1987:  Argint dublu vâsle
- 1989:  Aur dublu vâsle
- 1993:  Argint dublu vâsle
- 1994:  Aur dublu vâsle